# Hans Werner Hamacher
Hans Werner Hamacher (* 17. Juni 1924 in Düsseldorf; † 7. Juni 2011 in Köln) war ein deutscher Kriminalpolizist, zuletzt Direktor im Landeskriminalamt Nordrhein-Westfalen.

## Werdegang
Hamacher stammt aus einer Familie, die mit ihm seit drei Generationen im Polizeidienst steht. Sein Großvater stand als Polizeisergeant in Düsseldorf von 1910 bis 1925 im Dienst. Auch sein Vater war im Polizeidienst tätig. Mit 14 Jahren gehörte er zur Zeit des Nationalsozialismus der Hitlerjugend an und absolvierte nach dem Ende seiner Schulzeit eine Ausbildung zum Autoschlosser. Anfang Januar 1942 zur Wehrmacht eingezogen, nahm er am Zweiten Weltkrieg teil und war zuletzt als Unteroffizier bei der Flugabwehr eingesetzt. Nach Kriegsende befand er sich in amerikanischer Kriegsgefangenschaft, aus der er Mitte Juni 1945 entlassen wurde.
Gemäß der Familientradition trat er Mitte Dezember 1945 in Düsseldorf in die Schutzpolizei ein, um dann 1947 bei der Kriminalpolizei als Kriminalpolizeiwachtmeister (KPW) auf der ersten Stufe der Laufbahn bei der Kriminalpolizei anzufangen. Nach der Beförderung zum Kriminalmeister wurde ihm im Jahre 1950 die Leitung des Polizeisonderdienstes (PSD) übertragen, aus dem später beim Düsseldorfer Polizeipräsidium das 14. Kommissariat wurde. Seit 1953 führte er dieses Kommissariat für politische Straftaten.
Nach der Beförderung zum Kriminalkommissar wurde er ins Landeskriminalamt (LKA) versetzt. Kurz vor seiner Ernennung zum Kriminalhauptkommissar im Jahre 1960 erkrankte er schwer, doch konnte er seinen Polizeidienst mit bisheriger Intensität fortsetzen, so dass er zum Kriminalrat und Kriminaloberrat in der Laufbahn weiter steigen konnte. Von 1960 bis 1966 leitete er die Staatsschutzabteilung im LKA Nordrhein-Westfalen.
Im Mai 1966 übernahm er die Leitung der Landeskriminalschule Erich Klausener. Danach wechselte er 1968 als Kriminaldirektor nach Köln, um dort die Kriminalabteilung zu leiten. Im Dezember 1971 wurde er republikweit bekannt, als er sich bei einem Banküberfall in Köln als Geisel den Räubern zur Verfügung stellte, damit eine Frau freikam. Der Bundespräsident zeichnete ihn daraufhin unmittelbar mit dem Bundesverdienstkreuz I. Klasse aus.
Im Jahre 1972 wurde er zum Leiter der Kölner Kriminalpolizei ernannt. Am 1. August 1974 erfolgte seine  Berufung zum Leiter des LKA Nordrhein-Westfalen. Wegen seiner zahlreichen Verdienste im Polizeidienst wurde ihm im Jahre 1983 das Große Bundesverdienstkreuz verliehen. Ende Juni 1984 ging er in Pension.
Mit seinen Büchern hat er erstmals im Jahre 1973 auf die gestiegene Tendenz der Schwerstkriminalität und später auf die Organisierte Kriminalität (OK) aufmerksam gemacht, was zuerst auf wenig Resonanz stieß und sogar bei einigen Politikern zu herber Kritik führte. Schließlich aber wurden durch die Innenminister des Bundes und der Länder zwei Sicherheitsprogramme aufgestellt. Damit wurde der Rahmen dessen gesteckt, was später als Innere Sicherheit zum Begriff wurde.
Eine im Dezember 2019 vorgestellte Studie des Historikers Martin Hölzl im Auftrag des LKA Nordrhein-Westfalen hatte die Untersuchung der NS-Vergangenheit der ersten sechs Leiter des NRW-Landeskriminalamts zum Gegenstand. Im Gegensatz zu dem unbelasteten Hamacher und dessen Vorgänger Eynck kam Hölzl bei den ersten vier Direktoren des Landeskriminalamts zu dem Ergebnis, dass diese in unterschiedlichem Maß in NS-Verbrechen involviert waren.

## Werke (Auswahl)
- Deutschland im Visier. Organisiertes Verbrechen. Verlag Militzke, Leipzig 2000, ISBN 3-86189-190-5.
- Polizei 1945, ein neuer Anfang. Zeitzeugen erinnern sich. 2. Aufl. Verlag Deutsche Polizeiliteratur,  Hilden 1989, ISBN 3-8011-0184-3.
- Tatort Bundesrepublik, Organisierte Kriminalität. Verlag Deutsche Polizeiliteratur, Hilden 1986, ISBN 3-8011-0155-X.
- Tatort Deutschland. Überrollt uns die Kriminalität? Keip, Goldbach 1995, ISBN 3-7857-0126-8 (zusammen mit Günther Braun; Nachdr. d. Ausg. Bergisch Gladbach 1973).
- Verratsdelikte. Verlag für Polizeiliteratur, Hilden 1995, ISBN 3-8011-0319-6 (Lehr- und Studienbriefe Kriminalistik'; 16).

## Referenzen
- Maria Wego: Die Geschichte des Landeskriminalamts Nordrhein-Westfalen. Hilden 1994
- Horst Romneyk: Kleine Verwaltungsgeschichte Nordrhein-Westfalens. Siegburg 1988
- Bernd Wehner: LKA-Chef Hans-Werner Hamacher geht in Pension - Wird keine Ruhe gegeben..., in: Kriminalistik. Nr. 6, 1984, S. 294
- Martin Hölzl: Kurzfassung des Gutachtens über die NS-Vergangenheit der ersten sechs Behördenleiter des Landeskriminalamtes Nordrhein-Westfalen, im Auftrag des Landeskriminalamts Nordrhein-Westfalen (Hrsg.), Präsentation im Rahmen der Pressekonferenz am 16. Dezember 2019, Düsseldorf 2019.